# Corymica
Corymica is een geslacht van vlinders van de familie spanners (Geometridae), uit de onderfamilie Ennominae.

## Soorten
- C. arnearia Walker, 1860
- C. deducta Walker, 1866
- C. exiguinota Hampson, 1891
- C. fulvimaculata Warren, 1899
- C. immaculata Warren, 1897
- C. latimarginata Swinhoe, 1902
- C. oblongimacula Warren, 1896
- C. pardalota Prout, 1931
- C. polysticta Prout, 1929
- C. spatiosa Prout, 1925
- C. specularia Moore, 1867
- C. vesicularia Walker, 1866